# Heriades orientalis
Heriades orientalis là một loài Hymenoptera trong họ Megachilidae. Loài này được Gupta mô tả khoa học năm 1987.